# Vindicae contra tyrannos
Vindicae contra tyrannos (с лат. — «Иск против тиранов») — влиятельный протестантский трактат, опубликованный в 1579 году в Базеле под псевдонимом Стефан Юний Брут. Является классикой монархомахической традиции.

## Смысл псевдонима
Помимо сокрытия истинного авторства, псевдоним имеет символический смысл. Луций Юний Брут был легендарным лидером оппозиции римскому царю Тарквинию Гордому. Восстание Брута привело к созданию Римской республики. Марк Юний Брут (85—42 годы до н. э.), прямой потомок Луция, присоединился к заговору с целью убить Юлия Цезаря, потому что он боялся, что Цезарь хотел свергнуть Республику и установить личное правление. Имя «Стефан» означает «коронованный». Это имя носил один из убийц римского императора Домициана (51—96 годы). Таким образом, автор трактата хотел подчеркнуть свои тираноборческие устремления: трактат должен был убить идею неограниченной монархии на символическом уровне — так же, как Бруты и Стефан убивали реальных тиранов.

## Содержание трактата
Трактат последовательно разбирает четыре вопроса, касающиеся взаимоотношения короля и его подданных. Первый вопрос — должны ли люди подчиняться королю в любом случае, или они имеют право на неподчинение, если король нарушает закон Божий и любит то, что противно Богу. Ответ очевиден и подкреплён авторитетом Библии (история Саула), а также обычной феодальной практикой, согласно которой вассал должен подчиняться более высокому, а не более низкому сюзерену, если их приказы противоречат друг другу.
Второй вопрос посвящен уже не праву не повиноваться, а праву сопротивляться: законно ли оказывать сопротивление правителю, выступающего против божественных установлений и нападающего на церковь. В качестве ответа выдвигается теория договора между Богом, правителем и народом. Образцом подобного договора являются отношения ветхозаветного Израиля и Иеговы. Установление монархии повлекло за собой изменение договора, который стал тройственным: Бог и народ (вместе с царём) поддерживают старый договор (культ в обмен на покровительство), а также заключается договор между царём и народом: народ обязан подчиняться, а царь — править справедливо. Нарушение договора с любой стороны аннулирует договор, и несправедливый царь должен быть смещён.

Первый договор устанавливает благочестие, а второй — справедливость. В первом король обязуется служить Богу, во втором – справедливо править народом, в первом — устанавливать волю Бога, во втором — поддерживать благоденствие народа. Условие первого — соблюдать волю Бога, условие второго — защищать собственность каждого. За нарушение первого следует наказание от Бога, за нарушение второго — от народа.
Третий вопрос (составляющий основное содержание трактата) состоит в том, имеют ли люди право восстать против короля, если он своими действиями разрушает общественное согласие. Ответ на это также положительный.

Никто не рожден королем, ни один король не существует сам по себе и не может править, если нет народа. Напротив, народ существует сам по себе и предшествует королю.
Однако под «народом» автор трактата имеет в виду не всех людей вообще и ни в коем случае не простонародье. Люди имеют право брать в руки оружие, только если их возглавляет низший магистрат, то есть собрание представителей высших сословий, на которых лежит забота о государстве и церкви:

Когда мы говорим обо всех людях, мы понимаем под этим только тех, кто обладает властью от народа, то есть магистратов, которые противостоят царю и которых люди заменяют или избирают… чтобы сдерживать посягательства на суверенитет и представлять весь народ.
Четвертый вопрос касается того, имеют ли право иностранные правители на законных основаниях поддержать восстание народа против короля на условиях, изложенных в первых трех вопросах (то есть если король выступает против христианской веры или несправедливо правит). Ответ в обоих случаях положительный — на основании единства христианской церкви и на основании единства человечества: у нас есть обязанности перед Богом и перед ближними. Это оправдывало помощь протестантских государей и Англии сражающимся гугенотам.

## Авторство трактата
Наиболее вероятный автор — Филипп дю Плесси-Морне. Некоторые называют автором Губерта Ланге. В 1931 году Герардина Тьяберта ван Исельстейн предположил, что этот трактат является итогом сотрудничеством между Лангетом и де Морне.